# Carl von Attems-Petzenstein

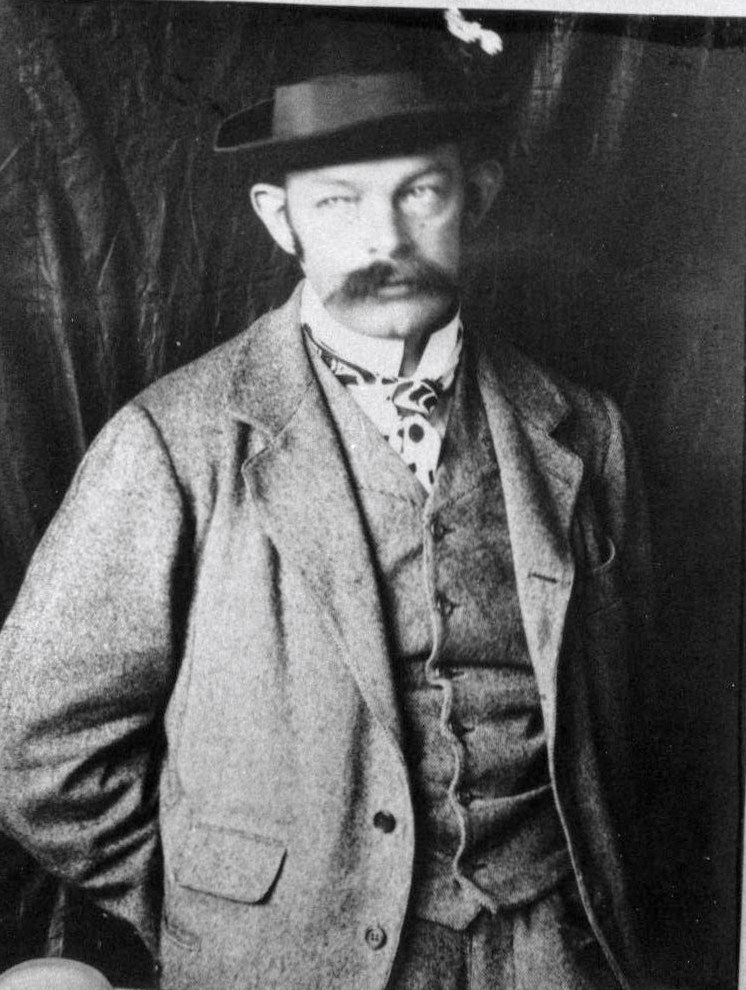
Carl Graf von Attems-Petzenstein, undatierte Fotografie

Carl August Graf von Attems-Petzenstein (* 13. Oktober 1868 in Graz; † 19. April 1952 in Wien) war ein österreichischer Zoologe. Er publizierte zahlreiche wissenschaftliche Arbeiten, meist zu seinem Spezialgebiet, den Tausendfüßern.

## Leben
Carl August Graf von Attems-Petzenstein wurde 1868 als Sohn des Majors und Pomologen Heinrich Graf von Attems-Petzenstein (1834–1909) und Thekla v. Schmidt-Pauli (1848–1927) geboren. Er studierte Rechtswissenschaften an der Grazer Universität und wurde promoviert. Anschließend studierte er Zoologie an den Universitäten Bonn und Wien, an letztgenannter Hochschule wurde er auch promoviert. Seine Dissertation behandelte „Die Copulationsfüße der Polydesmiden“. Von da an wurde er zu einem der besten Kenner der Tausendfüßer und widmete sich diesen fast ausschließlich. Er beschrieb etwa 1800 neue Arten und Unterarten aus der ganzen Welt und publizierte 138 Arbeiten.
1905 wurde von Attems-Petzenstein wissenschaftlicher Assistent im Wiener Hofmuseum, dem heutigen Naturhistorisches Museum Wien. 1911 heiratete er die Malerin Emma von Montbach (1874–1959). 1919 wurde er zum Kustos II. Klasse, 1921 zum Kustos I. Klasse ernannt. Er leitete anschließend die Zoologische Abteilung der Wirbellosen im Museum. 1938 wurde er pensioniert. In Anerkennung seiner wissenschaftlichen Tätigkeit erhielt er am 20. September 1946 den Titel Hofrat.
Der Zoologe Karl Wilhelm Verhoeff (1867–1945), im selben Gebiet tätig, hat ihm neue Arten gewidmet. So wurden neue Gattungen (Attemsia Verh., Attemsocyphus Verh., Attemsodesmus R. F. Lawrence) nach ihm benannt; auch die Diplopoden-Familie Attemsiidae führt nach ihm ihren Namen.

## Veröffentlichungen (Auswahl)
- Carl Graf Attems: System der Polydesmiden. Wien 1898 (Digitalisat)